# Derażnia (stacja kolejowa)
Derażnia (ukr. Деражня) – stacja kolejowa w miejscowości Derażnia, w rejonie chmielnickim, w obwodzie chmielnickim, na Ukrainie. Położona jest na linii Odessa – Lwów.

## Historia
Stacja powstała w 1871 na trasie Żmerynka - Wołoczyska - granica państwa, pomiędzy stacjami Komarowce i Bohdanowce.